# Jüdischer Friedhof (Dortmund-Lütgendortmund)

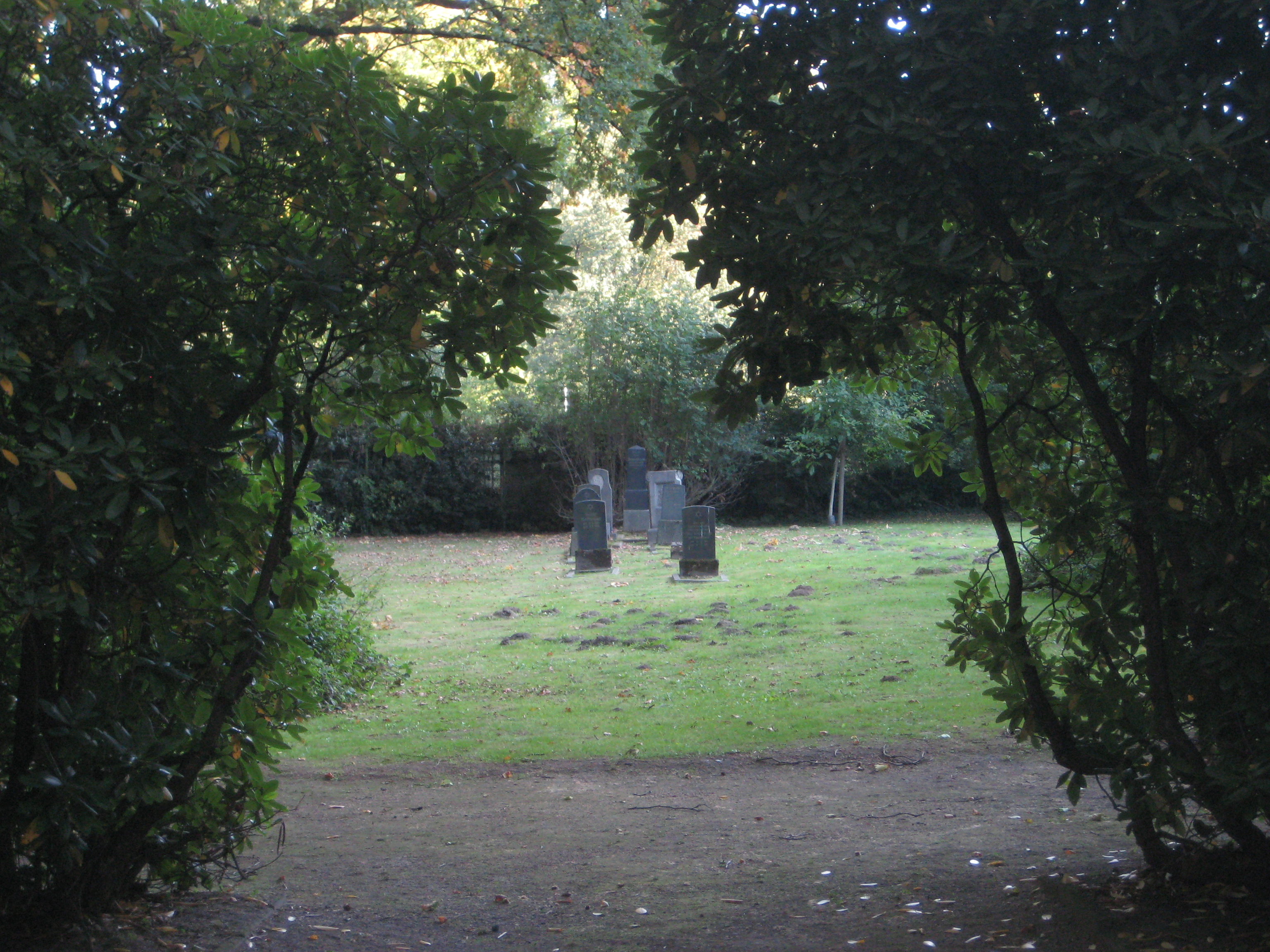
Jüdischer Friedhof Lütgendortmund (2012)

Der Jüdische Friedhof Dortmund-Lütgendortmund befindet sich in der kreisfreien Stadt Dortmund in Nordrhein-Westfalen.
Der jüdische Friedhof liegt im Stadtteil Dortmund-Lütgendortmund in der Dellwiger Straße neben dem Haus Nr. 238. Auf dem Friedhof, der in der ersten Hälfte des 20. Jahrhunderts belegt wurde, befinden sich zehn Grabsteine.